# Ralph Vary Chamberlin
Ralp Vary Chamberlin (1879-1967) va ser un zoòleg nord-americà, del poble originari xoixon.
Va néixer a Salt Lake City, va rebre un PhD de la Universitat de Cornell l'any 1904. Va ser professor de zoologia a la Universitat Brigham Young durant els anys 1908-1911, i a la Universitat de Utah durant els anys 1925-1938.
Va viure al costat de la comunitat indígena de Goshute per estudiar les plantes, escrivint el llibre Ethnobotany of the Gosiute Indians of Utah (Etnobotànica dels indígenes Gosiute de Utah).
Es va casar amb Daisy Della Ferguson l'any 1899. Després amb Edith Simmons l'any 1922.
Al llarg del seu treball, va descriure 77 gèneres i 1.001 espècies entre els anys 1904 i 1958, 464 espècies i 38 gèneres els va descriure en col·laboració amb Wilton Ivie.
Era oncle de Joseph Conrad Chamberlin, al costat de qui va descriure nombroses espècies de Pseudoscorpionida.

## Algunes publicacions
- 1911. The Meaning of Organic Evolution. Provo, Utah (text)

- 1911. The ethno-botany of the Gosiute Indians of Utah. Memoirs of the Am. Anthropological Assoc. 2: 330-384 (text)

- 1919. The Annelida Polychaeta. Museum of Comparative Zoology at Harvard College. 514 pàg.

- 1920. The Myriopoda of the Australian region. Memoirs of the Museum of Comparative Zoology. 235 pàg.

- ------------, w. Ivie. 1942. A hundred new species of American spiders. Bull. of the Univ. of Utah 32 (13) 117 pàg. (text)

- ------------, r.l. Hoffman. 1958. Checklist of the millipeds of North America. Bull. of the US Nat. Museum 212: 1-236 (text Arxivat 2013-05-14 a Wayback Machine.)

- ------------. 1960. The University of Utah, a history of its first hundred years, 1850 to 1950. Univ. of Utah Press, 668 pàg.

## Taxons epònims

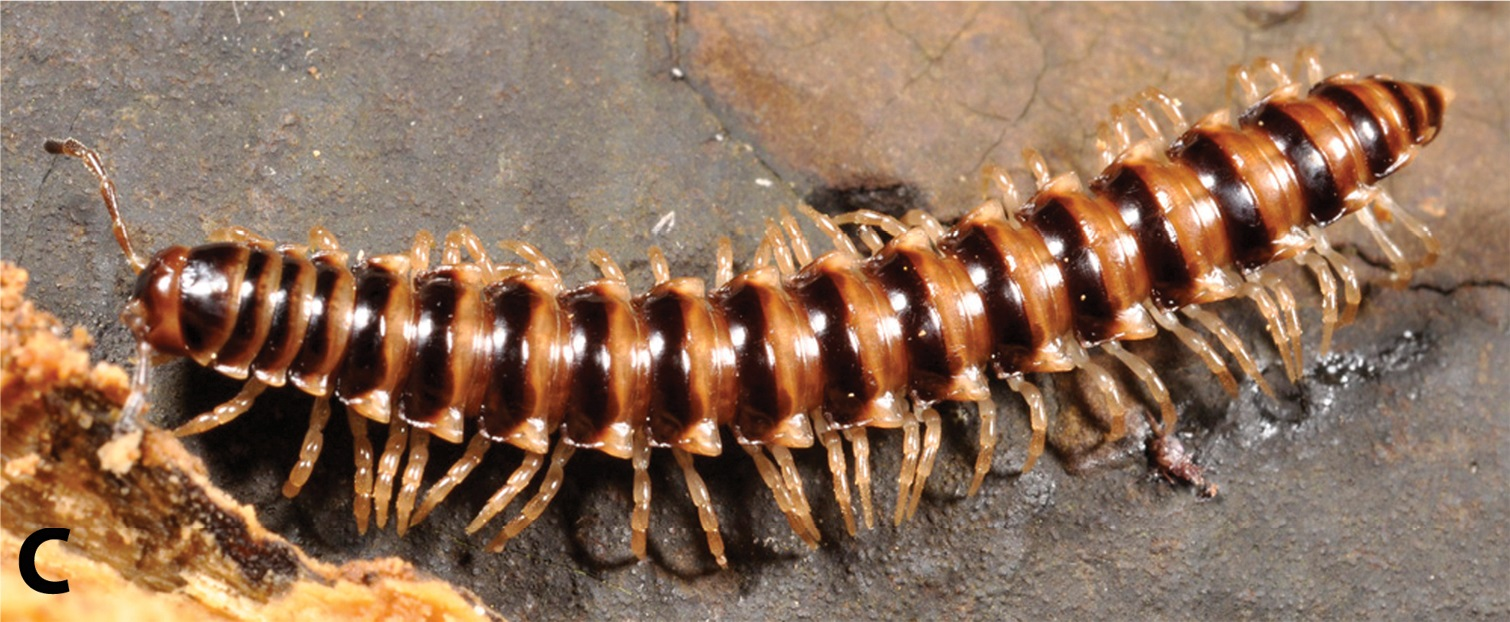
Chamberlinius uenoi, illes Ryukyu, Japó

- Paeromopus chamberlini Brolemann, 1922[1]
- Tibellus chamberlini Gertsch, 1933 (Philodromidae)[2]
- Hivaoa chamberlini Berland, 1942 (Tetragnathidae)[3]
- Euglena chamberlini D. T. Jones, 1944 (Euglenaceae)[4]
- Chondrodesmus chamberlini Hoffman, 1950 (Polydesmida, Chelodesmidae)[5]
- Chamberlinia Machado, 1951 (Geophilomorpha, Oryidae)
- Haploditha chamberlinorum[6] Caporiacco, 1951 (Tridenchthoniidae)
- Rhinocricus chamberlini Schubart, 1951[7]
- Chamberlineptus Causey, 1954 (Spirostreptidae)[8]
- Chamberlinius Wang, 1956
- Haplodrassus chamberlini Platnick & Shadab, 1975 (Gnaphosidae)
- Myrmecodesmus chamberlini Shear, 1977 (Pyrgodesmidae)[9]
- Aphonopelma chamberlini Smith, 1995 (Theraphosidae)[10]
- Mallos chamberlini Bond & Opell, 1997 (Dictynidae)[11]
- Pyrgulopsis chamberlini Hershler, 1998 (Hydrobiidae)[12]